# NGC 124
NGC 124 là một thiên hà xoắn ốc trong chòm sao Kình Ngư. Nó được phát hiện bởi Truman Henry Safford vào ngày 23 tháng 9 năm 1867. Thiên hà được mô tả là "rất mờ, lớn, phân tán, 2 ngôi sao mờ về phía tây bắc" của John Louis Emil Dreyer, biên dịch của Danh mục tổng quát mới.